# Roșiești
Roşieşti é uma comuna romena localizada no distrito de Vaslui, na região de Moldávia. A comuna possui uma área de 76.49 km² e sua população era de 3645 habitantes segundo o censo de 2007.